# Centralmakterna

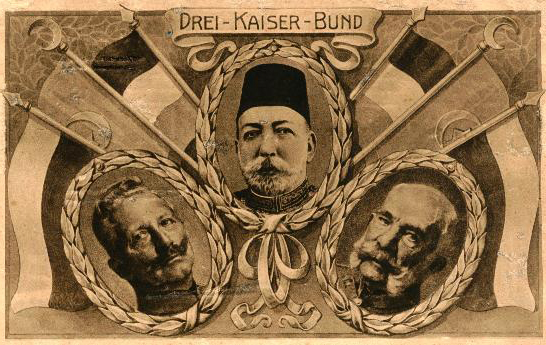
Kejsar Vilhelm II, Mehmet V, Frans Josef: De tre kejsarna av Centralmakterna i första världskriget.

Centralmakterna var den allians under första världskriget (1914–1918) som vid krigsutbrottet bestod av Tyskland och Österrike-Ungern, och till vilken Osmanska riket (Turkiet) anslöt sig i november 1914 och Bulgarien gick med i oktober 1915. Namnet på alliansen kommer av Tysklands och Österrike-Ungerns centrala geografiska placering i Europa.
En föregångare var trippelalliansen som Tyskland, Österrike-Ungern och Italien skapade 1882. Vid krigsutbrottet valde dock Italien att ställa sig utanför kriget och kom 1915 att istället ansluta sig till centralmakternas motståndare, ententen.
Tyska kejsardömets och Österrike-Ungerns placering i Europa gav centralmakterna en klar fördel i den militära logistiken. Eftersom centralmakternas territorium gick in i varandra kunde man utnyttja inhemska järnvägar för att flytta trupper och utrustning mellan olika fronter. Det var betydligt svårare för ententens arméer att förflytta trupper mellan västfronten och östfronten eller till Balkanfronten, inte minst på grund av beroendet av riskfyllda havsburna transporter. Centralmakternas fördel blev tydlig inte minst när många tyska soldater flyttades från östfronten till västfronten i samband med Tysklands våroffensiv 1918.